# Doleschallia montrouzieri
Doleschallia montrouzieri är en fjärilsart som beskrevs av Butler 1875. Doleschallia montrouzieri ingår i släktet Doleschallia och familjen praktfjärilar. Inga underarter finns listade i Catalogue of Life.